# Вілле Рідман
Вілле-Вернер Рідман (фін. Wille-Werner Rydman; 2 січня 1986, Гельсінкі) — фінський політик, міністр економіки, який представляє Партію фінів, а раніше Національну коаліційну партію. Рідман був обраний до парламенту у 2015 році, набравши на виборах 4 524 голоси. Він також є членом міської ради Гельсінкі з 2012 року. У 2008 році він здобув ступінь магістра соціальних наук Гельсінського університету, після чого працював помічником парламенту. 6 липня 2023 року Рідман був призначений міністром економіки в кабінеті Орпо.

## Політичні погляди
Helsingin Sanomat назвав Рідмана одним із найбільш правих членів парламенту, обраних у 2015 році. Сам Рідман називає себе консерватором.

## Життя за межами політики
Рідман завжди цікавився музикою, особливо класичною, а його дідусь — композитор і викладач музики Карі Рідман. У дитинстві він був учасником хору хлопчиків Cantores minores. Вивчав музичну теорію в Академії Сібеліуса та Гельсінській консерваторії по класу флейти. Він також працював головою Гельсінського філармонічного оркестру та членом правління Фінської національної опери та балету.
Після закінчення середньої школи в Нормальному ліцеї Гельсінкі, а потім служби в армії, він здобув ступінь магістра соціальних наук в Університеті Гельсінкі у 2008 році. Закінчив навчання за два роки. У листопаді 2010 року вийшла його національна романтична симфонія «Aino». Sinfoninen runo kalevalaisesta legendasta була вперше виконана Академічним симфонічним оркестром Тампере в Коуволі.

## Суперечності

### Скандал із сексуальними домаганнями у 2022 році
У червні 2022 року газета Helsingin Sanomat опублікувало статтю, в якій звинуватила Рідмана в тому, що він, користуючись своїм статусом політика, залицявся і сексуально домагався молодих жінок і дівчат. У статті деякі жінки розповідали про те, що Рідман застосовував насильство і пропонував алкоголь навіть неповнолітнім дівчатам. Рідман категорично заперечував ці звинувачення. Після публікації матеріалу Національне бюро розслідувань розпочало попереднє розслідування щодо Рідмана. Проте жодних звинувачень йому не висунули. Після публікації статті лідер Національної коаліційної партії (NCP) Петтері Орпо заявив про брак довіри до Рідмана. Згодом Рідман вийшов з партії та приєднався до Партії фінів. Департамент поліції Гельсінкі розпочав попереднє розслідування статті Helsingin Sanomat, оскільки Рідман звинувачує газету в наклепі при обтяжливих обставинах.
У лютому 2023 року Рідман видав книгу Salaisuus jota ei ollut, в якій виклав власний погляд на перебіг подій. Після виходу книги Національне бюро розслідувань звернулося до Департаменту поліції Гельсінкі з проханням провести розслідування книги, щоб з'ясувати, чи містить книга конфіденційну інформацію. За даними Ілталехті, Рідман включив до книги конфіденційну та секретну інформацію попереднього розслідування. Після попереднього розслідування Департамент поліції Гельсінкі заявив, що судовий розгляд або винесення вироку було б необґрунтованим або безглуздим, враховуючи інші наслідки діяння для підозрюваного.

### Скандал з расистськими смс-повідомленнями 2023 року
Невдовзі після призначення міністром економіки у 2023 році, коли міністри Партії фінів у кабінеті Орпо зіткнулися з низкою суперечностей, газета Helsingin Sanomat опублікувала серію текстових повідомлень, надісланих Рідманом своїй тодішній партнерці Аманді Блік у 2016 році, в яких він використовував расистську лексику. На той час Рідман був 30-річним членом парламенту. У повідомленнях Ридман порівнює себе з нацистами та нападає на іммігрантів, використовуючи расистські терміни. В одному з повідомлень, коли Блік сказала Рідману, що хотіла б дати своїй дитині івритське ім'я, «наприклад, Іммануїл», Ридман відповів: «Ми, нацисти, не дуже любимо такі імена». В іншому дописі Рідман скаржиться на те, що в Німеччині руйнується нацистська архітектура. В інших расистських повідомленнях Рідман називає людей з Близького Сходу «мавпами» та «мавпами пустелі». Розмірковуючи про спадковість його карих очей, Рідман дійшов висновку: «Навіть якби я спаровувався з чорношкірим нігерійським нігером, у дитини все одно було б 26 % шансів мати зелені очі».
У відповідь на повідомлення Рідман заявив, що розгляне можливість подати позов проти газети за публікацію приватних повідомлень, а прем'єр-міністр Петтері Орпо заявив, що повідомлення були «недоречними», але що «робота уряду — це те, про що потрібно дбати».
Ярон Надборнік, президент Центральної ради єврейських громад Фінляндії, висловив підтримку Рідману і назвав його «другом громади».
Блік, юрист і член NCP була однією з жінок, опитаних для статті Helsingin Sanomat у червні 2022 року. У 2017 році вона також подала заяву в поліцію щодо поведінки Рідмана. Тим часом Рідман назвав звіт Блік «переслідуванням» і звинуватив її в організації групи, яка мала на меті його дискредитувати.

### Коментар Рідмана
В інтерв'ю інтернет-виданню NCP Verkkouutiset 3 серпня Рідман вважав само собою зрозумілим, що весь уряд Орпо дотримується конституційних прав людей. Він не захотів далі коментувати приватні повідомлення, опубліковані HS, заявивши, що не хоче нормалізувати використання приватного обміну в журналістиці або в публічному дискурсі Водночас він визнав дивним те, що у статті від 31 липня газета використала те саме джерело та журналіста, проти яких уже розслідувалося кримінальне провадження за попередньою статтею 2022 року. Рідман сказав, що термін «расизм» постраждав від інфляції через його профільне використання в певних руках, що призвело до розмивання значення цього терміну та ускладнило його публічний [політичний] дискурс. ЗМІ він звинуватив у спробах перешкодити новому уряду, вбиваючи клин між партіями коаліції та постійно ставлячи під сумнів її згуртованість і функціональність.

### ПозиціяHelsingin Sanomat
27 липня редактор HS Лаура Саарікоскі виступила на захист використання приватного обміну. За її словами, це має виняткове значення, і немає заборон на оприлюднення інформації, яка могла б вплинути на оцінку службових дій впливової особи. Саарікоскі також прокоментувала використання одного і того ж журналіста, заявивши, що розслідування злочину, яке триває, не повинно впливати на рішення газети або її співробітників, перешкоджаючи їм висвітлювати діяльність Ридмана. Вона відкинула звинувачення Ридмана щодо статті в газеті, опублікованій у червні 2022 року, заявивши, що «HS не отримала жодної нової інформації, яка могла б поставити під сумнів зміст статті або розповіді жінок, у яких брали інтерв'ю».